# Француски парадокс
Француски парадокс је очигледно супротно (парадоксално) епидемиолошко запажање да Французи имају релативно ниску инциденцу коронарне болести срца (КБС), иако им  је исхрана релативно богата засићеним мастима, што је у очигледној супротности са широко распрострањеним уверењем да је велика потрошња таквих масти један од важних фактор ризика за КБС. Парадокс је у томе што здравље Француза чини мање валидном научну тезу, која повезује засићене масти са КБС, јер по њој Французи би требало да имају већу стопу КБС од упоредивих земаља у којима је потрошња таквих масти по глави становника значајно нижа.
Многи истраживачи сматрају да је француски парадокс, којим се објашњава да редовна, умерена конзумацијом алкохола, најчешће црног вина, због јаких антиоксиданса који се налазе у црном вину (полифеноли, посебно резерватол) има заштитну улогу у процесу оштећења ћелија интиме крвних судова и на тај начин штите од развоја коронарне болести, заправо илузија.Ова илизија је делом створена разликама у начину на који француске власти прикупљају здравствене статистичке податке,  у односу на  друге земље, а делом због дугорочних ефеката на  здравље коронарних крвних судова Француза. који су ствараниа, кроз промене у обрасцима исхране  усвојеним много година раније.

## Историја
„Француски парадокс“ постао је од 1980-их година надалеко познат као концепт који описује наизглед ниске стопе срчаних болести уочене код Француза, упркос типичној исхрани која укључује унос мастима много богате хране.
Термин француски парадокс везује се за 1991. годину када је, Серж Рено, научник са Универзитета Бордо у Француској — који се данас сматра оцем фразе — представио резултате свог научног истраживања и научним подацима који стоје иза перцепције француског парадокса. Потом је уследио јавни документарни филм на америчком телевизијском каналу ЦБС Невс, у трајању од 60 минута.
Исте гоидине  Рено је продужио истраживања у сарадњи са тадашњим млађим истраживачима, кардиологом Мишелом де Лоргерилом и дијететичарком Патришом Сален. Њих троје су побољшали Рејноову студију, у којој су закључили да: исхрана заснована на кухињи југозападног Медитерана (која је богата омега-3 уљима, антиоксидансима и укључује „умерену конзумацију“ црног вина) довела до мањег броја случајева рака, инфаркта миокарда и кардиоваскуларних болести. болест; делимично кроз повећање ХДЛ холестерола уз истовремено смањење ЛДЛ холестерола.
Када је током 1990-их година продаја вина у Европи неумитно опадала, јер су многи млади људи у земљама које традиционално пију вино стално прелазиле на пиво, сматрајући да је пијење вина старомодна навика, винска индустрија је почела да масовно маркетиншки експлоатише „француски парадокс“, како би многим потрошачима усадила идеју да је пијење црног вина добро за  срце.

## Опште информације
Алкохол је једна од најстаријих познатих дрога и најчешће коришћена рекреативна дрога у Француској, Сједињеним Америчким Државама, а вероватно и у остатку света. Алкохол може имати здравствене користи када се конзумира умерено јер нуди одређени степен кардиоваскуларне заштите због различитих механизама укључујући активацију фибринолитичког система, нижу агрегацију тромбоцита, антиоксидативне ефекте, побољшање липидног профила и побољшану функцију ендотела. Ови кардиопротективни ефекти данас су познати као „француски парадокс”,  који је заснован на томе да конзумирање алкохола у малим количинама може позитивно утицати на превенцију кардиоваскуларних болести. До тог закључка истраживачи су дошли док  су проучавали стопу коронарне болести срца (КБС), код становника одређених региона Француске, који су иако традиционално конзумирају више засићених масти у својој исхрани, имали нижу стопу КБС.
Епидемиолошке студије које су уследиле показале су да умерена употреба алкохола може смањити ризик од развоја шећерне болести за најмање 40%. У студији која је обухватила више од 3.000 људи, они који су пили вино недељно имали су око 7% шансе да умру, док су људи који никада нису пили вино имали око 16% шансе да умру. Штавише, људи који су пили три до пет чаша вина дневно имали су 49% смањење стопе смртности од људи који никада нису пили вино.
Међутим  механизам деловања алкохола у овој заштитној улози се још увек разматра. У почетку се сматрало да вино делује превентивно у формирању атеросклеротског плака кроз активност ХДЛ холестерола (популарно познатог као „добар холестерол“), међутим, накнадне студије су показале да је ниво ХДЛ холестерола међу становницима Француске скоро на истом ниво као и међу становницима у другим регионима Европе и света чија је стопа смртности од КБС била знатно већа. Даља истраживања су показала да је заштитна улога алкохола заправо у спречавању прекомерног нагомилавања тромбоцита (крвних плочица) на зидовима крвних судова.
Неки истраживачи верују да су уочене предности вина заправо последица других фактора животног стила, као што су већа физичка активност или свеукупно здравија исхрана, или чак социоекономски статус.
Како се француск парадок односи на умерену употребу алкохола, свака злоупотреба алкохола може довести до неколико болести код људи, као што су зависност од алкохола, алкохолна болест јетре, проширена алкохолна кардиомиопатија, па чак и карцином усне дупље и једњака.

## Чињенице

### Француски парадокс и узроци смрти
Први извор грешке могао би да потиче од потцењене смртности од коронарне болести. Наиме постоји хипотеза да француски лекари можда нису уврстили све смртне случајеве у стопу смртности од коронарне болести срца (КБС). Ако се користе стандардизовани подаци — на пример они које је обезбедио пројекат Мониторинг трендова и детерминанти кардиоваскуларних болести (МТДКВБ), резултати који се односе на стопе напада и стопе смртности од КБС показују да је Француска у ниском ризику од КБС. Код сертификације смртних случајева од коронарне болести у Француској постоји могућа пристрасност, која и након корекције, остаје и даље пристрасна. Према томе, потврђени подаци о смртности и инциденци од КБС показују да и Француску карактерише ризик од КБС, што потврђује први део дефиниције француског парадокса.

### Француски парадокс и засићене масти
У корелационим студијама, мере које представљају карактеристике целе популације (које свакодневно конзумирају животињске масти, млеко и алкохол) користе се за описивање болести (и смртност од КБС). Ограничења корелационих студија су:
- немогућност повезивања изложености са болешћу код одређених појединаца,
- недостатак способности да се контролишу ефекти потенцијалних збуњујућих фактора,
- коришћење просечних нивоа изложености уместо стварних индивидуалних вредности.

Бројне корелационе студије спроведене су у различитим земљама у вези са односом између конзумирања масти и морталитета од КБС. У једном од најзанимљивијих истраживања,  испитиван је однос морталитета од КБС и уноса намирница и хранљивих материја (у корелацији са дневним уносом холестерола и засићених масти у исхрани) у 40 земаља. Након што је  дефинисан индекс засићених масти холестеролом (ИЗМХ), проучаван је однос између ИЗМХ и морталитет од КБС (на 100.000 мушкараца старости 55–64 године) у 40 земаља. Према овом истраживању Француска је нпр. имала учестлост КБС од 24 на 1.000 kcal  и стопу смртности  од коронарне болести од 198, док је Финска нпр. имала учесталост  КБС од 26 на 1.000 kcal  и стопу смртности  од коронарне болести од 1.031.
Старосна стандардизована смртност од коронарне болести срца (КБС) и стопа догађаја у одабраним европским регионима (код мушкараца, старости 35–64 године).
| Популација                          | Смртност од КБС на 100.000 становника | Смртност од КБС на 100.000 умрлих. | Коронарни догађаји на 100 000 умрлих |
| Глазгов                             | 332                                   | 365                                | 777                                  |
| Белфаст                             | 280                                   | 279                                | 695                                  |
| Лил (северна Француска)             | 89                                    | 172                                | 298                                  |
| Стразбург (североисточна Француска) | 80                                    | 141                                | 292                                  |
| Тулуза (југозападна Француска)      | 53                                    | 91                                 | 233                                  |
| Барцелона                           | 63                                    | 76                                 | 210                                  |

Зашто велика потрошња засићених масних киселина не доводи до високог ризика од коронарне болести у Француској (а можда и другде) је централно питање иза концепта француског парадокса. При томе требало би имати у виду да је Француски парадокс начин представљања провокативних резултата епидемиолошких студија, које нису узеле у обзир узрочност између фактора ризика и смртности од КБС.

### Француски парадокс и конзумација вина
Чак и ако конзумација црног вина није део француског парадокса, неки аутори су изнели неколико хипотеза да би је објаснили. Површно истраживање стилова живота у јужноевропским земљама, које карактерише ниска инциденца коронарне болести, потврђује да је вино један од њихових заједничких идентификационих елемената. У свом раду, Рено и Де Лоргерил упоређивали су стандардизовану годишњу смртност од коронарне болести срца и повезане факторе ризика у популацији неких француских центарае. Средње концентрације укупног холестерола у серуму биле су сличне у Француској, САД и УК. Након што су извршили регресијску анализу између стопе смртности од КБС и конзумирања млечне масти и вина, ови аутори су закључили да француски парадокс може бити узрокован великом потрошњом вина. Њихов чланак је започео дугу серију истраживачких студија које и данас анализирају однос између вина и КБС.

## Кључни ставовови о Француском парадоксу
- Француски парадокс служи да дефинише несклад између високог унос холестерола и засићених масти исхраном, и ниске стопе смртности од коронарне артеријске болести.
- Варијабилност стопе КБС и ниска стопу КБС уочена је у земљама јужне или медитеранске Европе
- Класични фактори ризика не обухватају укупан ризик од коронарне болести, посебно у Француској и другим земљама јужне Европе
- Комплексно понашање у вези са испијањем вина и односом према храни могло би да смањи инциденцу КБС
- Француски парадокс сугерише да је промоција примарне превенције, заснована на оптималној исхрани богатој воћем и поврћем, редовно физичко вежбање и живот без пушења, вредно труда.
- Француски парадокс служи и као подстицај да се обаве свестранија истраживања у земљама са ниском инциденцом КБС и открије вероватно више заштитних фактора који могу смањиити ризика за КБС